# Jos van de Ven
Josephus Petrus Franciscus (Jos) van de Ven (Son, 30 augustus 1872 – Zeeland, 12 november 1947) was een Nederlands politicus en bierbrouwer. Hij was onder meer burgemeester van de voormalige Noord-Brabantse gemeente Zeeland.
Jos van de Ven werd geboren als zoon van Adrianus van de Ven (1846-1916), een welvarende bierbrouwer en Johanna Dorothea van Kilsdonk, zonder beroep, zus van Gerardus van Kilsdonk, die bierbrouwer was en tevens burgemeester van de gemeente Zeeland. De grootvader van Jos van de Ven via vaderszijde was Judocus van de Ven (1803-1867), die burgemeester van Son en Breugel was. De grootvader van moederszijde, Peter Joseph van Kilsdonk, was burgemeester van de gemeente Zeeland.
Van de Ven bezocht een kostschool te Sint-Michielsgestel, waarna hij na enige tijd bij zijn oudoom Gerardus van Kilsdonk in Zeeland verbleef. Hij werd net als zijn vader bierbrouwer. Daarnaast was hij lid van de Provinciale Staten van Noord-Brabant alvorens op 13 juli 1932 tot burgemeester van Zeeland te worden benoemd. Dit laatste ambt  oefende hij tot 1938 uit.
Jos van de Ven was gehuwd met Henriette Antonia Francisca Wijnen. Hij had één zuster, Catharina Maria Anna (Cato) van de Ven. Zij was gehuwd met Antonius Joannes Hoefnagel, die burgemeester van Schaijk was. Verder is hij de grootvader van actrice Monique van de Ven.

## Achtergrond
Van de Ven stamt uit een oud en vooraanstaand Brabants geslacht afkomstig uit Son. Uit dit geslacht komt ook de Sonse burgemeester en medeoprichter en voorzitter van de Noordbrabantse Christelijke Boerenbond Antoon van de Ven.